# 和光同塵
| ウィキペディアには「和光同塵」という見出しの百科事典記事はありません（タイトルに「和光同塵」を含むページの一覧/「和光同塵」で始まるページの一覧）。 代わりにウィクショナリーのページ「和光同塵」が役に立つかもしれません。 |